# Diätenanpassung
Diätenanpassung war das deutsche Unwort des Jahres 1995, da es als verharmlosende Umschreibung für eine Diätenerhöhung angesehen wurde und damit die Bedeutung beschönigt und verschleiert worden sei.
Hintergrund ist eine im Jahr 1995 vorgenommene verhältnismäßig große Erhöhung der aus Diäten und Kostenpauschalen bestehenden Abgeordnetenentschädigung des Deutschen Bundestages. Weil ein großer Teil der Bevölkerung die Bezüge bereits vor der Erhöhung als hoch genug ansah, und die Abgeordneten per Gesetz ihre Bezüge selbst und ohne Einbeziehung anderer Gremien festlegen können, stieß dieses Vorhaben auf Kritik. Kritisiert wurde aber auch, dass die sonst den Regierungsvorhaben eher ablehnend gegenüberstehende damalige Oppositionspartei SPD bei dieser Entscheidung mit der Regierungskoalition stimmte.
Eine große Anzahl der Vorschläge für das Unwort des Jahres bezog sich auf diese Diätenerhöhung. Begriffe wie „Diäten“ und „Diätenerhöhung“ wurden abgelehnt, da die Bezeichnungen sprachlich korrekt waren. Der Begriff „Diätenanpassung“ sei jedoch eine „verharmlosende Umschreibung“, da man unter „Anpassung“ eine naturnotwendige Veränderung verstehe. Dies sei hier jedoch nicht gegeben. Mit der Wortwahl solle der „negative Eindruck“ der Diätenerhöhung „heruntergespielt“ werden.
Kritiker dieser Wahl zum Unwort des Jahres wiesen darauf hin, dass
- die Abgeordnetendiäten aufgrund vieler Nullrunden im Vorfeld geringer gewachsen seien als die Einkünfte der Arbeitnehmer und
- das Abgeordnetengesetz als Richtschnur für die Höhe der Diäten die Bezüge von Bundesrichtern der Besoldungsgruppe R7 vorsehe und der Bundestag lediglich eine Anpassung an die Steigerung dieser Bezüge vorgenommen habe.